# 密西西比號戰艦 (BB-41)
密西西比號戰艦（USS Mississippi BB-41）是一艘隸屬於美國海軍的戰艦，為新墨西哥級戰艦的二號艦。她是美軍第三艘以密西西比州為名的軍艦。
密西西比號在1915年於紐波特紐斯造船廠建造，於1917年下水服役，其時第一次世界大戰已即將結束。戰後密西西比號以訓練為主，並參與多次艦隊解難演習（Fleet Problems），又曾在1931年進行現代化改建。1941年密西西比號在大西洋進行中立巡航，避過珍珠港事件一劫。接著密西西比號回到太平洋艦隊，並先後參與阿留申群島戰役、吉爾伯特及馬紹爾群島戰事、馬里亞納群島及帛琉戰事及雷伊泰灣海戰。仁牙因灣戰役及沖繩戰役期間，密西西比號曾遭神風特攻隊自殺飛機擊中，但受損並不嚴重。1945年密西西比號參與盟軍佔領日本，並在東京灣見證日本投降簽字儀式。戰後密西西比號被改裝作訓練艦，並成為海軍的武器測試平台，更進行了RIM-2飛彈的首次試射。1956年密西西比號退役，並出售拆解。
密西西比號在二戰共獲得八枚戰鬥之星。